# Henri Calet
Henri Calet (* 3. März 1904 in Paris; † 14. Juli 1956 in Saint-Paul-de-Vence) war ein französischer Schriftsteller.

## Leben und Werk
Raymond Théodore Barthelmess (Pseudonym: Henri Calet) hatte eine flämische Mutter und wuchs ab 1914 in Belgien auf. Er ging nach Paris, beging ein Einbruchsdelikt, floh nach Uruguay und kam über Berlin und Portugal nach Paris zurück. Er veröffentlichte von 1935 bis zu seinem Tod 1956 (mit 52 Jahren) rund 20 Bücher, darunter 9 Romane, in denen das Leben der kleinen Leute in Paris beschrieben wird. Sein besonderer Erzählton führte zu seiner Wiederentdeckung ab 1980 und zur Gründung eines Henri-Calet-Vereins mit der Zeitschrift Les Grandes Largeurs (1981–1987, nach dem Titel eines seiner Bücher).
An der Seite von Albert Camus und Pascal Pia schrieb er von 1944 bis 1948 für die Zeitung Combat.

## Werke

### Romane
- La Belle Lurette. Gallimard, Paris 1935, 1979, 1994.
  - Editions Rencontre, Lausanne 1965. (Vorwort von Maurice Nadeau)
- Le mérinos. Gallimard, Paris 1937. Le Dilettante 1996.
- Fièvre des polders. Gallimard, Paris 1939. 1997.
- Le bouquet. Gallimard, Paris 1945, 1983, 2001.
- Le Tout sur le tout. Gallimard, Paris 1948, 1980. (autobiographisch)
- Monsieur Paul. Gallimard, Paris 1950, 1981, 1996.
- Un Grand voyage. Gallimard, Paris 1952, 1994.
- Le Croquant indiscret. Grasset, Paris 1955, 1992, 2002.
- Peau d’ours. Notes pour un roman. Gallimard, Paris 1958, 1985.

### Weitere Prosa
- Les murs de Fresne. 1945. 1993. (über die Graffiti im Gefängnis Fresnes)
- Trente à quarante. Nouvelles. Les Éditions de Minuit, Paris 1947. Mercure de France 1964, 1991.
- L’Italie à la paresseuse. Journal de voyage. Gallimard, Paris 1950. 1990.
- Les grandes largeurs. Ballades parisiennes. Gallimard, Paris 1951, 1984. 1980.
- Les deux bouts. Gallimard, Paris 1954.
- Contre l’oubli. B. Grasset, Paris 1956, 1992. (Artikel aus Combat 1944–1948. Vorwort von Pascal Pia)
- Acteur et témoin. Mercure de France, Paris 1959. (Kolumnen 1947–1955)
- Une stèle pour la Céramique. Textes, lettres et documents inédits. Hrsg. Jean-Pierre Baril. 1996.
- De ma lucarne. Chroniques. Hrsg. Michel-P. Schmitt. Gallimard, Paris 2000.